# Aminatou Gaoh
Aminatou Batouré Gaoh (* 31. Dezember 1961 in Kiéché) ist eine nigrische Diplomatin.

## Leben
Aminatou Gaoh besuchte die Universität Niamey, wo sie Lizenziatin und Magistra in Privatrecht wurde. Außerdem studierte sie Internationales Wirtschaftsrecht an der Universität Paris V. Gaoh übernahm ab 1994 verschiedene Leitungsfunktionen im nigrischen Ministerium für auswärtige Angelegenheiten und Kooperation, zunächst als Leiterin der Personalabteilung, von 1995 bis 1998 als Leiterin der Abteilung des Wirtschafts- und Sozialrates und von 2000 bis 2002 als Leiterin der Afrika-Abteilung. Im Jahr 2002 wechselte sie an die Botschaft Nigers in Paris, wo sie als Beraterin für Wirtschafts-, Handels- und Kulturangelegenheiten sowie dezentrale Kooperation tätig war. Anschließend war sie von 2010 bis 2011 als Direktorin der Abteilungen für dezentrale Kooperation sowie für Nichtregierungsorganisationen und die Delegiertenversammlung im Ministerium für auswärtige Angelegenheiten und Kooperation beschäftigt.
Ab 24. Februar 2012 war Gaoh als Botschafterin Nigers in Deutschland akkreditiert. Ihr Amtssitz war in Berlin. Als Botschafterin akkreditiert war sie ferner ab 25. Oktober 2012 in Schweden, ab 16. November 2012 in Dänemark, ab 29. November 2012 in Norwegen, ab 13. Dezember 2012 beim Heiligen Stuhl, ab 14. November 2013 in Finnland und ab 13. Januar 2015 in Polen. Ihr Nachfolger als Botschafter Nigers in Deutschland wurde am 2. März 2016 Boubacar Boureima.
Aminatou Gaoh ist verheiratet und hat einen Sohn.